# Angelotto Fosco
Angelotto Fosco (Roma, 1378 circa – Roma, 12 settembre 1444) è stato un cardinale italiano.

## Biografia
Angelotto de Fuschis (Fosco, Foschi, Fusco) di origini modeste, nacque presumibilmente a Roma nel 1378. Fu « uomo di insigne letterature », e comparve per la prima volta nelle cronache il 10 aprile 1408 quando, è ricordato come canonico della basilica di San Giovanni in Laterano, abbreviatore e scrittore apostolico a Lucca, dove in quel periodo risiedeva la curia romana.
Il 6 giugno 1409 il de Fuschis si trasferì a Cividale per seguire i lavori del concilio dell'obbedienza romana aperto dal papa Gregorio XII. Il concilio friulano, svoltosi in condizioni particolarmente difficili, si rivelò un sostanziale fallimento, dopo che a Pisa la cosiddetta obbedienza pisana il giorno prima aveva deposto sia il papa Gregorio XII che l'antipapa Benedetto XIII (Scisma d'Occidente) dichiarandoli scismatici ed eretici notori.
L'antipapa Alessandro V, Pietro Filargis, eletto dal concilio pisano, privò il papa Gregorio XII di ogni beneficio. Per opporsi a questo progetto l'antipapa Benedetto XIII aveva convocato nel novembre 1408 un suo concilio a Perpignano, Ben tre concili furono in quel periodo convocati da tre autorità diverse.
La situazione precipitò rapidamente a tal punto che nella notte tra il 5 ed il 6 settembre Angelotto de Fuschis ed il papa Gregorio XII dovettero abbandonare nascostamente Cividale, costretti a fuggire sotto mentite spoglie. Dopo aver rischiato di cadere nelle mani di alcuni armati di Udine, il de Fuschis giungeva con il papa a Latisana, da dove poi si recava via mare a Pescara e proseguiva via terra per Sulmona, giungendo a fine novembre 1409 a Gaeta dove furono ospitati e protetti dal re di Napoli Ladislao d'Angiò-Durazzo.
Fu proprio da Gaeta che il de Fuschis, iniziò una rapida carriera all'interno della curia di obbedienza romana divenendone nel 1410 membro della camera apostolica e poi nell'anno successivo accolito e cubiculario, mentre per il papa Gregorio la permanenza a Gaeta si veniva configurando come una sorta di prigionia. Il sostegno che gli assicurava il re Ladislao aveva una precisa ragione politica che cessò con il modificarsi degli equilibri.
L'antipapa eletto a Pisa Alessandro V morì il 3 maggio del 1410 a Bologna ed il suo successore nell'aprile del 1411 Giovanni XXIII e Luigi II d'Angiò entrarono a Roma ed il 19 maggio sconfissero Ladislao in aperta campagna a Roccasecca. Il 16 ottobre il re Ladislao riconobbe Giovanni XXIII come unico legittimo papa ottenendo in cambio la riconferma dei suoi diritti sul regno di Napoli. Mentre il 30 ottobre Gregorio XII lasciava Gaeta per Rimini, anche il de Fuschis reputò giunto il momento di cambiare parte. Angelotto de Fuschis nell'autunno del 1412 si trovava presso la curia dell'antipapa Giovanni XXIII. La pace tra l'antipapa e Ladislao d'Angiò-Durazzo era destinata a non durare. Il re di Napoli, diffidando che un possibile nuovo accordo tra Giovanni XXIII e Luigi II d'Angiò si potesse rivelare a suo discapito, reclamando la custodia dello stato della chiesa, alla fine del mese di maggio si spostò sotto le mura di Roma. La notte del 7 giugno, Giovanni XXIII fu costretto a fuggire precipitosamente da Roma. Anche il de Fuschis si trovò di nuovo in fuga, ma questa volta con la curia dell'obbedienza pisana.
Nel dicembre del 1413 Giovanni XXIII incontrò l'imperatore Sigismondo I de Luxembourg a Lodi e fu deciso di convocare il concilio a Costanza per il 1º novembre del 1414. I lavori conciliari iniziati il 5 novembre, nonostante momenti difficili e congiunture drammatiche, risultarono però decisivi per il futuro della chiesa. A seguito di violenti dibattiti sorti intorno al problema della sua abdicazione, Giovanni XXIII, pensò di sottrarsi all'imminente deposizione e, nella notte tra il 20 ed il 21 marzo 1415, abbandonò segretamente Costanza per rifugiarsi presso il duca Federico d'Austria, suo protettore, nel castello di Sciaffusa dove convocò cardinali e curiali. Il de Fuschis seguì l'antipapa prima a Sciaffusa e poi, il 29 marzo venerdì santo, nella successiva fuga a Waldshut. Ma non seguì oltre Giovanni XXIII e ritornò a Costanza. Il 27 aprile Federico d'Austria consegnò l'antipapa nelle mani dell'imperatore Sigismondo I. Mentre era imprigionato a Radolzell, il processo a Giovanni XXIII fu rapidamente istruito davanti al concilio. Tra il 13 ed il 25 maggio, davanti ai commissari del concilio, fecero la loro deposizione trentacinque testimoni. Il de Fuschis fu interrogato il 17 maggio ed accusò Giovanni di avidità, lussuria, simonia, sodomia e di vendita dei beni della chiesa. Intanto maturava anche il ritiro dalla scena del papa legittimo Gregorio XII, che propose ai padri conciliari di considerare il concilio di Costanza convocato a suo nome. Il concilio ritenne opportuno accogliere la richiesta e così il 4 luglio 1415 il cardinale Dominici lesse la bolla di convocazione del concilio, dopodiché Carlo Malatesta signore di Rimini dette l'annuncio ufficiale dell'abdicazione di Gregorio XII.
Il 30 maggio 1417 il concilio proclamò la sede vacante, il 26 luglio 1417 depose e scomunicò l'antipapa Benedetto XIII e l'11 novembre elesse papa il cardinale Oddone Colonna che assunse il nome di Martino V. I festeggiamenti per l'incoronazione di Martino V avvenuta il 21 novembre furono organizzati dal de Fuschis che per conto della curia dovette chiedere in prestito 1.000 fiorini a Bartolomeo Bardi, rappresentante al concilio della banca Bardi-Medici di Firenze.
Il papa Martino V era ancora a Costanza quando, per la fedeltà dimostrata e per i servigi resi, il 4 febbraio 1418 nominò il de Fuschis vescovo di Anagni ed il 14 febbraio gli concesse la commenda del monastero di S. Maria della Gloria di Anagni; la consacrazione fu effettuata il 20 novembre dal papa in persona ed avvenne a Mantova, durante il viaggio di ritorno a Roma. Il de Fuschis rimase però presso la curia come cubiculario e chierico di camera interessandosi delle annate.
Una delle prime preoccupazioni del nuovo pontefice Martino V fu quella di ristabilire la sede papale a Roma e di ricostruire lo stato pontificio. Per tale motivo nell'agosto del 1418, il papa inviò il nipote Antonio Colonna a Napoli, latore di una bolla di “amicizia” con la quale prometteva di riconoscere alla regina Giovanna II i suoi diritti sul regno di Napoli a suggello di una reciproca politica di sostegno. Il 24 gennaio 1419, la regina Giovanna II ottenne l'investitura papale. Il papa ottenne così da Giovanna II la restituzione di Benevento alla Santa Sede e l'investitura dei ducati di Amalfi, di Venosa e la promessa del principato di Salerno per il fratello Giordano. Il 3 agosto 1419, Giovanna II, tenendo fede alla promessa fatta, conferì a Giordano Colonna, fratello del pontefice Martino V, i ducati di Amalfi, Castellammare di Stabia, Venosa e tutti i diritti sulla città de' La Cava, mentre furono pro parte assegnati all'altro fratello Lorenzo Onofrio (padre di Antonio) ed al vescovo di Anagni Angelotto de Fuschis tutti i diritti sul castrum civitatis Cavae. Agli inizi del 1424, Angelotto fu in missione speciale presso il concilio che si era spostato da Pavia a Siena, mentre nel 1425, su incarico del papa, si adoperò per la pacificazione dei disordini nella provincia di Campagna e Marittima.
Il 22 maggio 1426, improvvisamente, il de Fuschis fu nominato Abate dell'Abbazia della Santissima Trinità de' La Cava e vescovo della Città de' La Cava. Il de Fuschis perse così ogni speranza per una più alta carica all'interno della curia. Nuovi equilibri vennero a crearsi all'interno della curia romana ed il simultaneo trasferimento del de Fuschis alla diocesi della città de' La Cava sembrò più una compensazione che un allontanamento dalla curia, visto che La Cava rendeva il triplo delle entrate della diocesi di Anagni. Il 1º luglio 1426 fu lo stesso papa Martino V a preannunciare, con ben sei lettere di presentazione, ai monaci benedettini, al clero ed al popolo cavense l'arrivo del nuovo abate e vescovo, Angelotto de Fuschis. Lontano da Roma, il de Fuschis riuscì a tenersi fuori dalle successive vicende che videro intrecciarsi gli interessi della famiglia Colonna con le finanze pontificie.
Il 20 febbraio del 1431 morì Martino V mentre era appena cominciato il concilio di Basilea. Il 3 marzo venne eletto al soglio pontificio Gabriele Condulmer che assunse il nome di Eugenio IV.
Il de Fuschis fu creato cardinale presbitero dal nuovo papa Eugenio IV nel concistoro del 19 settembre 1431 con il titolo cardinalizio di San Marco. Dopo la nomina, il de Fuschis lasciò La Cava senza però rinunciare alle rendite della diocesi e dell'abbazia della Santissima Trinità che ritenne in commenda, dando così inizio alla serie degli abati insigniti della porpora cardinalizia che, per gli alti incarichi ricoperti nell'ambito della curia romana, risiedevano stabilmente fuori dalla sede abbaziale cavense.
Fu poi legato papale al concilio di Basilea e poi a Ferrara. Nel 1437 era camerlengo del collegio dei cardinali.
Fu ucciso da Antonello della Rocca, figlio della sua cameriera, il 12 settembre 1444 nella sua casa di Roma mentre dormiva. Fu sepolto nella basilica di Santa Maria sopra Minerva, e nel 1676 le sue spoglie furono trasferite nella basilica laterana.

## Genealogia episcopale
La genealogia episcopale è:
- Cardinale Jean Allarmet de Brogny
- Papa Martino V
- Cardinale Angelotto Fosco